# 하우스도르프 차원

그레이트브리튼 섬 해안선의 하우스도르프 차원의 근사값을 구하는 방법.

기하학에서 하우스도르프 차원(영어: Hausdorff dimension)은 거리 공간의 부분집합의 차원을 자연수에서 음이 아닌 실수로 확장한 것이다. 펠릭스 하우스도르프의 이름을 땄다.

## 개념
집합 {\displaystyle S}와 반지름 {\displaystyle r}이 주어졌을 때, {\displaystyle S}를 {\displaystyle N(r)}개의 공으로 덮을 수 있다고 하자. 하우스도르프 차원 {\displaystyle d}는 {\displaystyle r}이 {\displaystyle 0}으로 갈 때 {\displaystyle N(r)}가 {\displaystyle r^{-d}}로 수렴하게 만드는 유일한 실수 {\displaystyle d}를 말한다.

## 정의
거리 공간 {\displaystyle X}의 하우스도르프 차원은 다음과 같다.
{\displaystyle \operatorname {dim} _{\operatorname {H} }(X):=\inf {\left\{d\geq 0:\operatorname {H} ^{d}(X)=0\right\}}}
(단, {\displaystyle \operatorname {H} ^{d}(X)}는 {\displaystyle X}의 {\displaystyle d}차원에서의 하우스도르프 측도.)

## 예
- 유클리드 공간 {\displaystyle \mathbb {R} ^{n}}의 하우스도르프 차원은 {\displaystyle n}이다.
- 원 {\displaystyle S^{1}}의 하우스도르프 차원은 1이다.
- 가산 집합의 하우스도르프 차원은 0이다.
- 칸토어 집합은 자기 자신과 닮았고 크기가 ⅓인 두 개의 부분집합으로 구성되어 있으므로, 하우스도르프 차원은 {\displaystyle \log 2/\log 3\approx 0.63}이다.
- 시에르핀스키 삼각형은 자기 자신과 닮았고 크기가 ½인 세 개의 부분집합으로 구성되어 있으므로, 하우스도르프 차원은 {\displaystyle \log 3/\log 2\approx 1.58}이다.
- 멩거 스펀지는 {\displaystyle \ln 20/\ln 3\approx 2.73} 차원이다.

## 같이 보기
- 프랙탈 차원